# Bankgiroloterij/2003
Deze pagina geeft een overzicht van de wielerploeg Bankgiroloterij in 2003.

## Algemeen
Sponsors: BankGiro Loterij (Nederlandse loterij)
Ploegmanager: Piet Hoekstra
Ploegleiders: Arend Scheppink, Johan Capiot
Fietsen: Batavus

## Renners
| Naam                  | Geboortedatum | Nationaliteit | Ploeg 2002           |
| --------------------- | ------------- | ------------- | -------------------- |
| Jeroen Blijlevens     | 29-12-1971    | Nederland     | Domo-Farm Frites     |
| Bert Hiemstra         | 09-08-1973    | Nederland     |                      |
| Rudie Kemna           | 05-10-1967    | Nederland     |                      |
| Jans Koerts           | 24-09-1969    | Nederland     | Domo-Farm Frites     |
| Gerben Löwik          | 29-06-1977    | Nederland     |                      |
| Matthé Pronk          | 01-07-1974    | Nederland     | Rabobank             |
| Rik Reinerink         | 21-05-1973    | Nederland     |                      |
| Bram Schmitz          | 23-04-1977    | Nederland     |                      |
| Julien Smink          | 15-02-1977    | Nederland     | Van Hemert Groep-DJR |
| Vincent van der Kooij | 10-06-1977    | Nederland     | Rabobank             |
| Remco van der Ven     | 24-06-1975    | Nederland     |                      |
| Jan van Velzen        | 07-12-1975    | Nederland     |                      |
| Bart Voskamp          | 06-06-1968    | Nederland     |                      |
| Pieter Vries          | 25-06-1975    | Nederland     |                      |

## Belangrijke overwinningen
| Ronde van Rhodos 4e etappe: Rudie Kemna eindklassement: Bram Schmitz Nokere Koerse winnaar: Matthé Pronk GP Pino Cerami winnaar: Bart Voskamp Ronde van Drenthe winnaar: Rudie Kemna Ronde van België 2e etappe: Jans Koerts Ronde van Duitsland 2e etappe: Gerben Löwik Ronde van Midden-Brabant 1e etappe: Julien Smink Nederlands kampioenschap wielrennen op de weg winnaar: Rudie Kemna Brussel-Ingooigem winnaar: Jans Koerts Ronde van Saksen 4e etappe: Jans Koerts Ronde van Denemarken 4e etappe: Jans Koerts Ronde van Nederland 5e etappe: Rik Reinerink Druivenkoers Overijse winnaar: Matthé Pronk Ster Elektrotoer winnaar: Gerben Löwik GP van Isbergues winnaar: Jans Koerts Circuit Franco-Belge 1e etappe: Gerben Löwik eindklassement: Gerben Löwik |

Mannen: 1999 · 2000 · 2001 · 2002 · 2003 · 2004 · 2005 · 2006 · 2007 · 2008 · 2009 · 2010 · 2011 · 2012 · 2013 · 2014 · 2015 · 2016 · 2017 · 2018 · 2019 · 2020 · 2021 · 2022 · 2023 · 2024 · 2025
Vrouwen: 2011 · 2012 · 2013 · 2014 · 2015 · 2016 · 2017 · 2018 · 2019 · 2020 · 2021 · 2022 · 2023 · 2024 · 2025